# ANTENA (バンド)
ANTENA（アンテナ）は、日本の4ピースロックバンド。宮城県仙台市在住。所属事務所はMSエンタテインメント。所属レーベルはテイチクエンタテインメント内のBOGUS RECORDS。2010年より活動開始し2017年10月メジャー・デビュー。

## 来歴
2010年に3ピースバンドとして結成。同年COLLEGE ROCK FESTIVALにてグランプリを獲得、全国流通盤の発売が決まるがBa・Drが脱退したため中村、本田、今井が加わりレコーディングを行う。約半年後、今井が脱退し大学の後輩であった池田がGtとして加入。2016年に中村が突発性難聴のため脱退、鈴木が加入し現体制となる。
2017年10月「モーンガータ 」でメジャー・デビュー。全国35局でパワープレイとなる。
2018年4月 Vo渡辺諒のパニック障害療養のため活動休止。
11月 活動再開を発表。
2019年1月 Shibuya O-nestにて活動再開ワンマンライブ「Nu Plats」開催。チケットは完売。23日 「深い 深い 青」リリース。
2019年3月より「深い 深い 青」リリースツアー「NYTT LANDSKAP」を初日仙台ワンマンライブを皮切りに北海道、名古屋、大阪、東京の全国5箇所で開催。ツアーファイナルとなる新代田FEVERのチケットは完売。バンド史上最大キャパである仙台JUNK BOX、自身バンドの冠企画としては初の大阪公演も完売となった。
ツアーファイナル内で2020年2月22日に渋谷WWWにてワンマンライブ「Liten Stad」の開催を発表。チケットは7月に完売となった。
2019年9月12日　表記をアンテナからANTENAへ変更。
2022年2月21日、4月のワンマンライブをもって活動休止を発表。次の活動に向けての充電期間に入った。
2024年9月2日、地元仙台のライブサーキット「MEGA☆ROCKS 2024」での活動再開が発表された。

## 音楽性
結成当初は正統派ギター・ロック・サウンドを特徴としていたが2017年リリース「天国なんて全部嘘さ」よりシンセサイザーをアレンジに導入。以降「モーンガータ」「深い 深い 青」ではビートサウンド、エレクトロなどを要素を取り入れていくようになった。Vo渡辺は「ギターロックをやっていた時に動員やCD売上がものすごい勢いで下がってしまって。だったらもう自分の好きな要素を思いっきり混ぜ込んでしまおうと思った。」と語り、結果として「天国なんて全部嘘さ」以降「動員が増えた」ともインタビューで語っている。
またメンバー全員でのコーラスパートも特徴的で2015年に出場した「MASH FIGHT」オーディションの決勝戦では審査員に「全員コーラスが出来るのは武器」と賞賛された。オーディションは「優勝者該当なし」という結果となり、渡辺はこの結果を踏まえても「悔しいというよりも今のまま（ギターロック）では潰れていくだけだという大きな危機感を感じていた」とも語っている。

## メンバー
| 名前                     | 生年月日               | 担当                         | 備考                                                                             |
| ------------------------ | ---------------------- | ---------------------------- | -------------------------------------------------------------------------------- |
| 渡辺諒 わたなべ りょう   | 1989年10月25日（35歳） | ボーカル、ギター、キーボード | AB型。ほぼすべての楽曲の作詞作曲を手がける。愛犬はトイプードルのミックスのむぎ。 |
| 本田尚史 ほんだ なおふみ | 1991年12月5日（33歳）  | ドラムス、コーラス           | AB型。愛猫はアメリカンショートヘアのミックスのサン。                             |
| 池田晃一 いけだ こういち | 1992年1月11日（33歳）  | ギター、キーボード、コーラス | B型。埼玉県出身。東北大学理学部数学科卒。                                        |
| 鈴木克弘 スズキカツヒロ  | 1990年9月11日（34歳）  | ベース、コーラス             | 愛称は「カッツ」。左利きゲーマー。                                               |

### 元メンバー
- 中村恵久
  - Ba担当。2016年4月、突発性難聴のため脱退。

- 今井太郎
  - Gt.Co担当。2011年9月脱退。2017年のワンマン公演やアラバキロックフェスにてサポートGtやリリックビデオの編集などで携わる。

## ディスコグラフィー

### デジタル・シングル
|      | 配信日         | タイトル                          | 収録アルバム |
| ---- | -------------- | --------------------------------- | ------------ |
| 1st  | 2018年3月21日  | 夕暮れ鉄塔                        |              |
| 2nd  | 2018年6月27日  | ずっとベイビー                    | 深い 深い 青 |
| 3rd  | 2018年11月14日 | 深い 深い 青                      | 深い 深い 青 |
| 4th  | 2018年12月19日 | ラヴ ラヴ ラヴ                    | 深い 深い 青 |
| 5th  | 2019年5月1日   | ごきげんよう                      | 風吹く方へ   |
| 6th  | 2019年9月25日  | 入道雲                            | 風吹く方へ   |
| 7th  | 2020年11月4日  | アルコール3% UNIDOTS Remix        |              |
| 8th  | 2020年11月18日 | 未来を待てない                    | あさやけ     |
| 9th  | 2020年12月2日  | 未来を待てない Fickle Night Remix |              |
| 10th | 2020年12月16日 | ラヴ ラヴ ラヴ Mike Jolly Remix   |              |
| 11th | 2021年1月13日  | 花空                              | あさやけ     |
| 12th | 2022年1月19日  | 小籠包                            |              |
| 13th | 2022年2月9日   | 雲舞                              |              |
| 14th | 2022年3月23日  | 白銀                              |              |

## 映像作品
| 公開日         | 監督             | タイトル                              |
| -------------- | ---------------- | ------------------------------------- |
| 2011年10月20日 |                  | 「さよならの代わり」MV                |
| 2014年6月8日   | 中村恵久         | 「サニーデイ」Live                    |
| 2015年4月10日  | Focha!           | 「バースデー」MV                      |
| 2015年5月1日   | 加藤マニ         | 「ブックメーカー」MV                  |
| 2015年11月4日  | Focha!           | 「涙はいらない」MV                    |
| 2016年1月16日  | Focha!           | 「底なしの愛」MV                      |
| 2016年2月14日  | 渡辺諒           | 「クラゲ」MV                          |
| 2016年7月16日  | 渡辺諒           | 「年中無休」MV                        |
| 2016年12月3日  | 加藤マニ         | 「天国なんて全部嘘さ」MV              |
| 2017年4月26日  | 今井太郎         | 「ピザ取るから」Lyric Video           |
| 2017年5月4日   | 佐藤瑞希         | Live@ARABAKI ROCK FES'17              |
| 2017年8月4日   | 佐藤瑞希         | GREETING VIDEO Vol.1                  |
| 2017年8月18日  | 佐藤瑞希         | GREETING VIDEO Vol.2                  |
| 2017年9月1日   | 佐藤瑞希         | GREETING VIDEO Vol.3                  |
| 2017年9月27日  | 加藤マニ         | 「モーンガータ」MV                    |
| 2018年3月21日  | 佐藤瑞希         | 「夕暮れ鉄塔」MV                      |
| 2018年12月18日 | 松永つぐみ(A4A)  | 「ラヴ ラヴ ラヴ」MV                  |
| 2018年11月20日 | 佐藤祐紀         | 「深い 深い 青」MV                    |
| 2019年9月25日  | かとうみさと     | 「入道雲」MV                          |
| 2019年11月6日  | かとうみさと     | 「Ephemeral」MV                       |
| 2020年1月21日  | 青柳睦・今井太郎 | 「上海ミッドナイト」MV                |
| 2020年1月29日  | ANTENA           | 「風吹く方へ」MV                      |
| 2020年3月14日  | 青柳睦・今井太郎 | 「あなたが眠るまで」MV                |
| 2020年3月28日  | 今井太郎         | 「深海おまじない」Live at Shibuya WWW |
| 2020年4月17日  | ゆうばひかり     | 「グッドバイ」MV                      |
| 2020年5月1日   | 今井太郎         | 「All right,good night」MV            |
| 2020年9月6日   | 今井太郎         | 「日曜日」MV                          |
| 2020年11月25日 | 今井太郎         | 「未来を待てない」MV                  |
| 2021年1月30日  | 水野那央貴       | 「花空」MV                            |
| 2021年3月10日  | 水野那央貴       | 「あいのうた」MV                      |
| 2022年4月6日   | 菊地哲           | 「白銀」MV                            |